# Liste der Staaten der Erde

Weltkarte aller Staaten der Erde

Die Liste der Staaten der Erde führt die derzeitigen Staaten der Erde auf. Dabei sind jeweils der Name in Langform, die Hauptstadt, Einwohnerzahl, Fläche, Bevölkerungsdichte, Flagge und der Ländercode angegeben. Diese Liste umfasst die 193 Mitgliedstaaten der Vereinten Nationen und als Nicht-UN-Mitglieder die Vatikanstadt sowie elf Staaten, Nationen, Länder oder Territorien, bei denen die Staatseigenschaft umstritten ist oder die sich in freier Assoziierung zu anderen Staaten befinden. Die zehn von den Vereinten Nationen nicht anerkannten Staaten sind in der Tabelle kursiv geschrieben und mit Anmerkung zum jeweiligen Anerkennungsgrad versehen.

## Vorbemerkungen

### Zum Staat
Da es im Völkerrecht keine exakte und allgemein akzeptierte Definition eines unabhängigen Staates gibt, ist der Umfang dieser Liste umstritten. Jene Staaten/Gebiete, deren völkerrechtliche Staatlichkeit von den Vereinten Nationen bezweifelt wird – wenngleich die konstituierenden Merkmale der Drei-Elemente-Lehre vorliegen können – sind daher kursiv geschrieben.
Gliedstaaten von souveränen Staaten sind in der Liste nicht berücksichtigt, selbst wenn sie Staatsqualität besitzen und auch über eine zumindest beschränkte Völkerrechtssubjektivität verfügen.
Von den Vereinten Nationen wird die volle völkerrechtliche Staatsqualität bei 195 Staaten anerkannt, neben den 193 Mitgliedern der Vereinten Nationen sind dies der Heilige Stuhl und Palästina. Bei zehn weiteren Territorien ist der Status als „Staat“ umstritten. Zwei dieser Gebiete befinden sich als selbstverwaltete Territorien in freier Assoziierung mit einem anderen Staat (Cookinseln und Niue zu Neuseeland).

### Zum offiziellen Namen
Die Spalte „Langform des Staatsnamens“ zeigt die offizielle Langform, wie sie in deutschsprachigen Staaten benutzt wird; Abweichungen zwischen den deutschsprachigen Staaten sind entsprechend vermerkt.

### Zur Hauptstadt
- Bei einigen Staaten sind Hauptstadt und Regierungssitz getrennt, so zum Beispiel im Königreich der Niederlande. Hier ist Amsterdam de jure die Hauptstadt, der Regierungssitz der Niederlande befindet sich jedoch de facto in Den Haag. Eine ähnliche Situation findet sich in der Elfenbeinküste, hier wurde 1983 die Hauptstadtfunktion offiziell nach Yamoussoukro verlegt. Ein Großteil der Regierungsbüros und Botschaften befindet sich jedoch nach wie vor in der früheren Hauptstadt Abidjan, die damit de facto Regierungssitz und politisches Zentrum des Landes geblieben ist.[4]
- Bei anderen Staaten existiert nur de facto eine Hauptstadt. Monaco, Nauru, die Schweiz, Singapur und die Vatikanstadt haben de jure keine Hauptstadt.
  - Bei Monaco, Singapur und der Vatikanstadt gibt es keine Hauptstadt, da es sich hierbei um reine Stadtstaaten handelt.
  - In Nauru wird der Ort, an dem sich die Regierung befindet (Yaren), als inoffizielle Hauptstadt aufgefasst.
  - In der Schweiz erfüllt Bern als Parlaments- und Regierungssitz de facto die Hauptstadtfunktion als Bundesstadt; siehe dazu Hauptstadtfrage der Schweiz.
- Problematisch ist die Situation im Jemen. Hier ist Sanaa de jure die Hauptstadt, nachdem die Stadt 2015 von Huthi-Rebellen besetzt wurde, floh der damalige Präsident nach Aden und erklärte die Stadt zur Interimshauptstadt.
- Problematisch ist auch die Hauptstadtsituation in Israel. Während Israel das wiedervereinigte Jerusalem seit 1980 als seine Hauptstadt bezeichnet (Jerusalemgesetz), lehnen die meisten Staaten die Erweiterung der Stadtgrenzen auf Ostjerusalem ab, daher befinden sich auch die meisten ausländischen Botschaften in Tel Aviv. Parlament und Regierung haben ihren Sitz jedoch in Jerusalem.
- Palästina beansprucht Ostjerusalem als seine Hauptstadt, als Regierungssitz fungiert aber Ramallah.
- In Japan wiederum gibt es die Besonderheit, dass die Stadt Tokio 1943 aufgelöst wurde und die Hauptstadtfunktion von den 23 Stadtbezirken Tokios – die als eigene Städte gelten – wahrgenommen wird. Des Weiteren ist unklar, ob Tokio auch de jure die Hauptstadt ist, da es nie eine explizite, offizielle Verlegung der Hauptstadt von Kyōto nach Tokio gab (siehe Hauptstadt Japans).
- Falls es einen abweichenden deutschen Namen der Hauptstadt gibt, ist dieser in Klammern ergänzt.

### Zur Einwohnerzahl

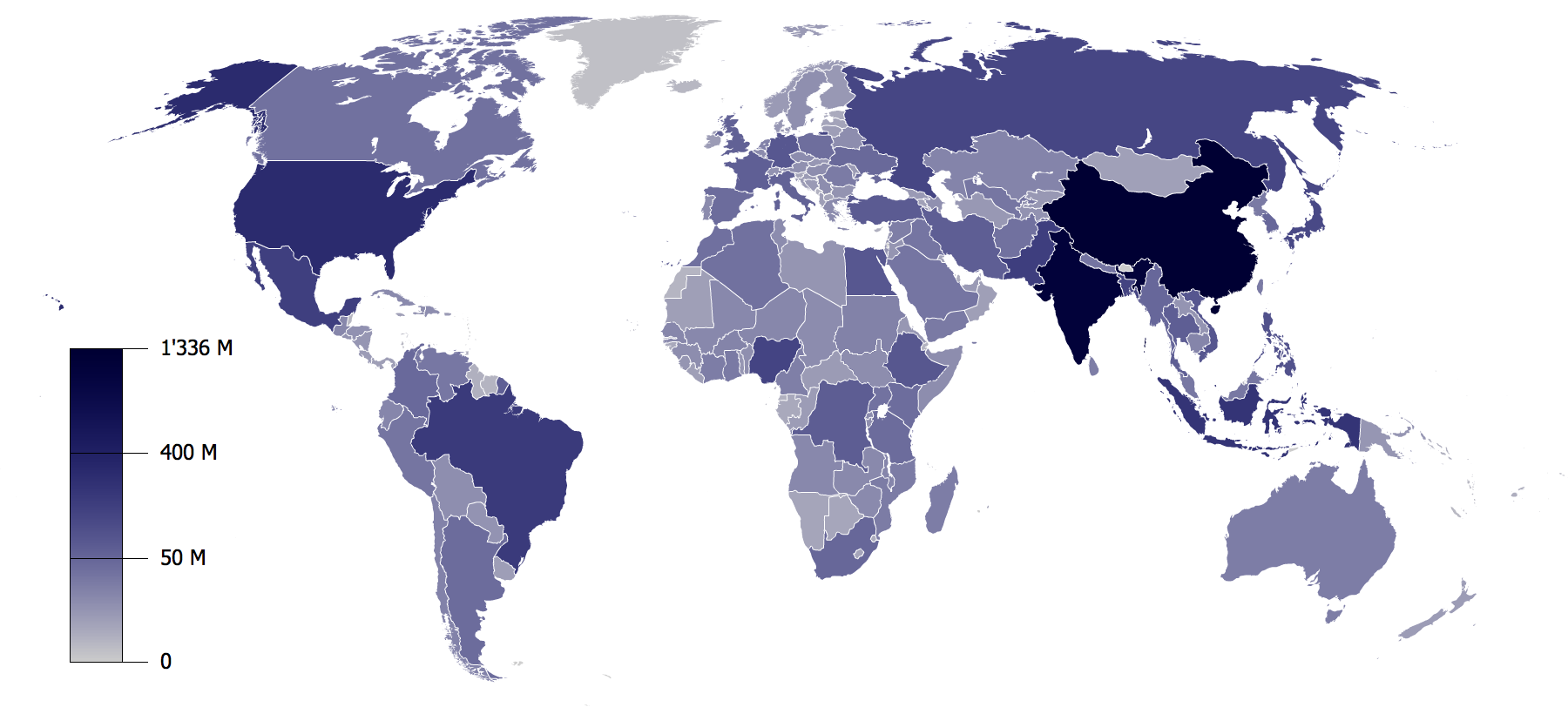
Weltkarte mit Einwohnerzahlen

Um eine Vergleichbarkeit der Bevölkerungszahlen zu gewährleisten, wurden die Daten einheitlich dem Datenreport 2022 der Deutschen Stiftung Weltbevölkerung (Stand: Mitte 2022) entnommen. Selbst Volkszählungen können die Einwohnerzahl eines Staates nie korrekt erfassen, da solche Erhebungen immer nur einen konkreten Zeitpunkt abbilden können. Durch Todesfälle, Geburten und Migration ändern sich die jeweiligen Bevölkerungszahlen aber ständig.

### Zur Fläche

Weltkarte mit Flächen

Alle Werte beziehen sich auf das Staatsgebiet in Quadratkilometern. Um die Flächenangaben miteinander vergleichen zu können, wurde als Quelle einheitlich das CIA World Factbook (Stand: Dezember 2022) verwendet. Beim Staatsgebiet handelt es sich um die komplette Fläche (Land und Binnengewässer), die von einer Staatsgewalt beherrscht wird. Im Gegensatz dazu kann die Landfläche bei einigen Staaten erheblich kleiner sein. So kann sich je nach Betrachtungsweise auch eine unterschiedliche Rangfolge ergeben. Zum Beispiel sind die Vereinigten Staaten nach Gesamtfläche mit 9.826.630 km² größer als die Volksrepublik China mit 9.596.960 km². Nach Landfläche ist jedoch die Volksrepublik China größer (9.326.410 km²) als die Vereinigten Staaten (9.161.923 km²). Bei den Philippinen wurden von 7.641 Inseln nur die, die größer als 200 km² sind, berücksichtigt, sodass sich eine Landfläche von 298.170 km² ergibt, während bei Einbeziehung kleinerer Inseln die Gesamtfläche um wenigstens 10 % größer wäre.
Bei den anerkannten Staaten ist die Fläche inklusive der gegebenenfalls umstrittenen Staaten oder Gebiete angegeben. So enthält zum Beispiel die Fläche Georgiens auch die Flächen Abchasiens und Südossetiens, die Fläche Zyperns auch die Fläche Nordzyperns und Israel und Syrien auch die Fläche der Golanhöhen.

### Zur Bevölkerungsdichte

Weltkarte mit Bevölkerungsdichten

Die Bevölkerungsdichte (Einwohner pro km²) ist der Quotient aus der Bevölkerungszahl und der Fläche des jeweiligen Staates.

### Zur Flagge
Die Spalte „Flagge“ zeigt die jeweilige Nationalflagge des Staates.

### Zum englischen Namen
Da Englisch die international gebräuchlichste Sprache ist und u. a. für Länderkürzel verwendet wird, werden die englischen Namen aller Staaten zusätzlich aufgelistet.

## Liste
| Staat oder Gebiet                                                                         | Langform des Staatsnamens                                                                                                  | Hauptstadt                                                            | Einwohner 2022                        | Fläche in km²                                         | Einw. pro km²                                | Flagge                                               | ISO-3- Code  | ISO-2- Code  | TLD        | Englischer Name                                      | Eigenname                                                                                                |
| ----------------------------------------------------------------------------------------- | --- | --------------------------------------------------------------------- | ------------------------------------- | ----------------------------------------------------- | -------------------------------------------- | ---------------------------------------------------- | ------------ | ------------ | ---------- | ---------------------------------------------------- | --- |
|                                                                                           | |                                                                       |                                       |                                                       |                                              |                                                      |              |              |            |                                                      | |
| Erde                                                                                      | — | —                                                                     | 7.963.000.000                         | 510.072.000 davon Festland ohne Antarktis 134.700.000 | 15,6 bezogen auf das Festland ohne A. 21,2   | —                                                    | —            | —            | —          | Earth                                                | — |
|                                                                                           | |                                                                       |                                       |                                                       |                                              |                                                      |              |              |            |                                                      | |
| Abchasien                                                                                 | Republik Abchasien | Sochumi                                                               | 240.000                               | 8.600                                                 | 27,9                                         | Abchasien                                            |              |              |            | Abkhazia                                             | Аԥсны Aṗsny (Abchasisch) Абхазия Abchasija (Russisch)                                                    |
| Afghanistan                                                                               | Islamische Republik Afghanistan (de jure) Islamisches Emirat Afghanistan (de facto)                                        | Kabul                                                                 | 41.100.000                            | 652.230                                               | 63                                           | Afghanistan 2002 Afghanistan Islamisches Emirat 1997 | AFG          | AF           | .af        | Afghanistan                                          | افغانستان Afghānestān                                                                                    |
| Ägypten                                                                                   | Arabische Republik Ägypten                                                                                                 | Kairo                                                                 | 103.500.000                           | 1.001.450                                             | 103                                          | Agypten                                              | EGY          | EG           | .eg        | Egypt                                                | مصر Misr                                                                                                 |
| Albanien                                                                                  | Republik Albanien | Tirana                                                                | 2.800.000                             | 28.748                                                | 97,4                                         | Albanien                                             | ALB          | AL           | .al        | Albania                                              | Shqipëria                                                                                                |
| Algerien                                                                                  | Demokratische Volksrepublik Algerien                                                                                       | Algier                                                                | 44.900.000                            | 2.381.741                                             | 18,9                                         | Algerien                                             | DZA          | DZ           | .dz        | Algeria                                              | الجزائر al-Dschazā'ir                                                                                    |
| Andorra                                                                                   | Fürstentum Andorra | Andorra la Vella                                                      | 80.000                                | 468                                                   | 171                                          | Andorra                                              | AND          | AD           | .ad        | Andorra                                              | Andorra                                                                                                  |
| Angola                                                                                    | Republik Angola | Luanda                                                                | 35.600.000                            | 1.246.700                                             | 28,6                                         | Angola                                               | AGO          | AO           | .ao        | Angola                                               | Angola                                                                                                   |
| Antigua und Barbuda                                                                       | Antigua und Barbuda | Saint John’s                                                          | 100.000                               | 443                                                   | 226                                          | Antigua und Barbuda                                  | ATG          | AG           | .ag        | Antigua and Barbuda                                  | Antigua and Barbuda                                                                                      |
| Äquatorialguinea                                                                          | Republik Äquatorialguinea                                                                                                  | Malabo (de jure) Ciudad de la Paz (de facto)                          | 1.700.000                             | 28.051                                                | 60,6                                         | Äquatorialguinea                                     | GNQ          | GQ           | .gq        | Equatorial Guinea                                    | Guinea Ecuatorial                                                                                        |
| Argentinien                                                                               | Argentinische Republik | Buenos Aires                                                          | 46.200.000                            | 2.780.400                                             | 16,6                                         | Argentinien                                          | ARG          | AR           | .ar        | Argentina                                            | Argentina                                                                                                |
| Armenien                                                                                  | Republik Armenien | Jerewan                                                               | 3.000.000                             | 29.743                                                | 101                                          | Armenien                                             | ARM          | AM           | .am        | Armenia                                              | Հայաստան Hajastan                                                                                        |
| Aserbaidschan                                                                             | Republik Aserbaidschan | Baku                                                                  | 10.200.000                            | 86.600                                                | 118                                          | Aserbaidschan                                        | AZE          | AZ           | .az        | Azerbaijan                                           | Azǝrbaycan                                                                                               |
| Äthiopien                                                                                 | Demokratische Bundesrepublik Äthiopien                                                                                     | Addis Abeba                                                           | 123.400.000                           | 1.104.300                                             | 112                                          | Athiopien                                            | ETH          | ET           | .et        | Ethiopia                                             | ኢትዮጵያ Ityop̣p̣əya                                                                                          |
| Australien                                                                                | Australien | Canberra                                                              | 25.800.000                            | 7.741.220                                             | 3,33                                         | Australien                                           | AUS          | AU           | .au        | Australia                                            | Australia                                                                                                |
| Bahamas                                                                                   | Commonwealth der Bahamas                                                                                                   | Nassau                                                                | 400.000                               | 13.880                                                | 28,8                                         | Bahamas                                              | BHS          | BS           | .bs        | Bahamas                                              | Bahamas                                                                                                  |
| Bahrain                                                                                   | Königreich Bahrain | Manama                                                                | 1.500.000                             | 760                                                   | 1970                                         | Bahrain                                              | BHR          | BH           | .bh        | Bahrain                                              | البحرين al-Bahrayn                                                                                       |
| Bangladesch                                                                               | Volksrepublik Bangladesch                                                                                                  | Dhaka                                                                 | 171.200.000                           | 143.998                                               | 1190                                         | Bangladesch                                          | BGD          | BD           | .bd        | Bangladesh                                           | বাংলাদেশ Bāṃlādeś                                                                                            |
| Barbados                                                                                  | Barbados | Bridgetown                                                            | 300.000                               | 430                                                   | 698                                          | Barbados                                             | BRB          | BB           | .bb        | Barbados                                             | Barbados                                                                                                 |
| Belarus                                                                                   | Republik Belarus | Minsk                                                                 | 9.200.000                             | 207.600                                               | 44,3                                         | Belarus                                              | BLR          | BY           | .by        | Belarus                                              | Беларусь Belarus                                                                                         |
| Belgien                                                                                   | Königreich Belgien | Brüssel                                                               | 11.600.000                            | 30.528                                                | 380                                          | Belgien                                              | BEL          | BE           | .be        | Belgium                                              | België (niederländisch) Belgique (französisch) Belgien (deutsch)                                         |
| Belize                                                                                    | Belize | Belmopan                                                              | 400.000                               | 22.966                                                | 17,4                                         | Belize                                               | BLZ          | BZ           | .bz        | Belize                                               | Belize                                                                                                   |
| Benin                                                                                     | Republik Benin | Porto-Novo (de jure) Cotonou (de facto)                               | 13.400.000                            | 112.622                                               | 119                                          | Benin                                                | BEN          | BJ           | .bj        | Benin                                                | Bénin |
| Bhutan                                                                                    | Königreich Bhutan | Thimphu                                                               | 800.000                               | 38.394                                                | 20,8                                         | Bhutan                                               | BTN          | BT           | .bt        | Bhutan                                               | འབྲུག་ཡུལ་ Druk Yul                                                                                         |
| Bolivien                                                                                  | Plurinationaler Staat Bolivien                                                                                             | Sucre (de jure) La Paz (de facto)                                     | 12.200.000                            | 1.098.581                                             | 11,1                                         | Bolivien                                             | BOL          | BO           | .bo        | Bolivia                                              | Bolivia                                                                                                  |
| Bosnien und Herzegowina                                                                   | Bosnien und Herzegowina | Sarajevo                                                              | 3.400.000                             | 51.197                                                | 66,4                                         | Bosnien und Herzegowina                              | BIH          | BA           | .ba        | Bosnia and Herzegovina                               | Bosna i Hercegovina                                                                                      |
| Botswana                                                                                  | Republik Botsuana | Gaborone                                                              | 2.600.000                             | 581.730                                               | 4,47                                         | Botswana                                             | BWA          | BW           | .bw        | Botswana                                             | Botswana                                                                                                 |
| Brasilien                                                                                 | Föderative Republik Brasilien                                                                                              | Brasília                                                              | 214.800.000                           | 8.514.877                                             | 25,2                                         | Brasilien                                            | BRA          | BR           | .br        | Brazil                                               | Brasil                                                                                                   |
| Brunei                                                                                    | Brunei Darussalam | Bandar Seri Begawan                                                   | 400.000                               | 5.765                                                 | 69,4                                         | Brunei                                               | BRN          | BN           | .bn        | Brunei Darussalam                                    | Negara Brunei Darussalam                                                                                 |
| Bulgarien                                                                                 | Republik Bulgarien | Sofia                                                                 | 6.800.000                             | 110.879                                               | 61,3                                         | Bulgarien                                            | BGR          | BG           | .bg        | Bulgaria                                             | България Bălgarija                                                                                       |
| Burkina Faso                                                                              | Burkina Faso | Ouagadougou                                                           | 22.700.000                            | 274.200                                               | 82,8                                         | Burkina Faso                                         | BFA          | BF           | .bf        | Burkina Faso                                         | Burkina Faso                                                                                             |
| Burundi                                                                                   | Republik Burundi | Gitega                                                                | 12.900.000                            | 27.830                                                | 464                                          | Burundi                                              | BDI          | BI           | .bi        | Burundi                                              | Burundi                                                                                                  |
| Chile                                                                                     | Republik Chile | Santiago de Chile                                                     | 19.800.000                            | 756.102                                               | 26,2                                         | Chile                                                | CHL          | CL           | .cl        | Chile                                                | Chile |
| China, Republik                                                                           | Republik China (Taiwan) (D, A) Taiwan (Chinesisch Taipei) (CH)                                                             | Taipeh                                                                | 23.200.000                            | 35.980                                                | 645                                          | Taiwan                                               | TWN          | TW           | .tw        | Taiwan oder Republic of China                        | 中華民國 Zhonghua Minguo                                                                                 |
| China, Volksrepublik mit Hongkong (HK) und Macau (MO) – ohne Kaschmir und Rep. China (TW) | Volksrepublik China | Peking                                                                | 1.436.600.000 7.400.000 HK 700.000 MO | 9.596.961 1.104 HK 28,2 MO                            | 150 6700 HK 21.300 MO                        | China Volksrepublik Hongkong Macau                   | CHN          | CN           | .cn        | China                                                | 中华人民共和国 Zhonghua Renmin Gongheguo                                                                 |
| Cookinseln                                                                                | Cookinseln | Avarua                                                                | 11.500                                | 236                                                   | 48,7                                         | Cookinseln                                           | COK          | CK           | .ck        | Cook Islands                                         | Cook Islands                                                                                             |
| Costa Rica                                                                                | Republik Costa Rica | San José                                                              | 5.200.000                             | 51.100                                                | 102                                          | Costa Rica                                           | CRI          | CR           | .cr        | Costa Rica                                           | Costa Rica                                                                                               |
| Dänemark mit Färöer (FO) und Grönland (GL)                                                | Königreich Dänemark | Kopenhagen                                                            | 5.873.420 54.227 FO 56.562 GL         | 43.094 Festland 1.393 FO 2.166.086 GL 2.210.573 insg. | 128,0 Festland 35,2 FO 0,03 GL 2,5 insgesamt | Danemark Faroer Gronland                             | DNK          | DK           | .dk        | Denmark                                              | Danmark                                                                                                  |
| Deutschland                                                                               | Bundesrepublik Deutschland                                                                                                 | Berlin                                                                | 83.300.000                            | 357.022                                               | 233                                          | Deutschland                                          | DEU          | DE           | .de        | Germany                                              | Deutschland                                                                                              |
| Dominica                                                                                  | Commonwealth Dominica | Roseau                                                                | 70.000                                | 751                                                   | 93,2                                         | Dominica                                             | DMA          | DM           | .dm        | Dominica                                             | Dominica                                                                                                 |
| Dominikanische Republik                                                                   | Dominikanische Republik | Santo Domingo                                                         | 11.200.000                            | 48.670                                                | 230                                          | Dominikanische Republik                              | DOM          | DO           | .do        | Dominican Republic                                   | República Dominicana                                                                                     |
| Dschibuti                                                                                 | Republik Dschibuti | Dschibuti                                                             | 1.100.000                             | 23.200                                                | 47,4                                         | Dschibuti                                            | DJI          | DJ           | .dj        | Djibouti                                             | Djibouti                                                                                                 |
| Ecuador                                                                                   | Republik Ecuador | Quito                                                                 | 18.000.000                            | 283.561                                               | 63,5                                         | Ecuador                                              | ECU          | EC           | .ec        | Ecuador                                              | Ecuador                                                                                                  |
| El Salvador                                                                               | Republik El Salvador | San Salvador                                                          | 6.300.000                             | 21.041                                                | 299                                          | El Salvador                                          | SLV          | SV           | .sv        | El Salvador                                          | El Salvador                                                                                              |
| Elfenbeinküste                                                                            | Republik Côte d’Ivoire | Yamoussoukro (de jure) Abidjan (de facto)                             | 28.200.000                            | 322.463                                               | 87,5                                         | Elfenbeinküste                                       | CIV          | CI           | .ci        | Ivory Coast                                          | Côte d’Ivoire                                                                                            |
| Eritrea                                                                                   | Staat Eritrea | Asmara                                                                | 3.700.000                             | 117.600                                               | 31,5                                         | Eritrea                                              | ERI          | ER           | .er        | Eritrea                                              | ኤርትራ Ertra                                                                                               |
| Estland                                                                                   | Republik Estland | Tallinn (Reval)                                                       | 1.300.000                             | 45.228                                                | 28,7                                         | Estland                                              | EST          | EE           | .ee        | Estonia                                              | Eesti |
| Eswatini                                                                                  | Königreich Eswatini | Mbabane (de jure) Lobamba (de facto)                                  | 1.200.000                             | 17.364                                                | 69,1                                         | Eswatini                                             | SWZ          | SZ           | .sz        | Eswatini                                             | Eswatini (englisch) eSwatini (siSwati)                                                                   |
| Fidschi                                                                                   | Republik Fidschi | Suva                                                                  | 900.000                               | 18.274                                                | 49,3                                         | Fidschi                                              | FJI          | FJ           | .fj        | Fiji                                                 | Fiji |
| Finnland                                                                                  | Republik Finnland | Helsinki                                                              | 5.600.000                             | 338.145                                               | 16,6                                         | Finnland                                             | FIN          | FI (SF)      | .fi        | Finland                                              | Suomi (finnisch) Finland (schwedisch)                                                                    |
| Frankreich ohne Überseegebiete                                                            | Französische Republik | Paris                                                                 | 65.800.000                            | 551.500                                               | 119                                          | Frankreich                                           | FRA          | FR           | .fr        | France                                               | France                                                                                                   |
| Gabun                                                                                     | Gabunische Republik | Libreville                                                            | 2.400.000                             | 267.667                                               | 8,97                                         | Gabun                                                | GAB          | GA           | .ga        | Gabon                                                | Gabon |
| Gambia                                                                                    | Republik Gambia | Banjul                                                                | 2.700.000                             | 11.295                                                | 239                                          | Gambia                                               | GMB          | GM           | .gm        | Gambia, the                                          | The Gambia                                                                                               |
| Georgien mit Abchasien und Südossetien                                                    | Georgien | Tiflis                                                                | 3.700.000                             | 69.700                                                | 53,1                                         | Georgien                                             | GEO          | GE           | .ge        | Georgia                                              | საქართველო Sakartwelo                                                                                    |
| Ghana                                                                                     | Republik Ghana | Accra                                                                 | 33.500.000                            | 238.533                                               | 140                                          | Ghana                                                | GHA          | GH           | .gh        | Ghana                                                | Ghana |
| Grenada                                                                                   | Grenada | St. George’s                                                          | 100.000                               | 344                                                   | 291                                          | Grenada                                              | GRD          | GD           | .gd        | Grenada                                              | Grenada                                                                                                  |
| Griechenland                                                                              | Hellenische Republik | Athen                                                                 | 10.600.000                            | 131.957                                               | 80,3                                         | Griechenland                                         | GRC          | GR           | .gr        | Greece                                               | Ελλάδα Elláda, Ελλάς Ellás                                                                               |
| Guatemala                                                                                 | Republik Guatemala | Guatemala-Stadt                                                       | 17.800.000                            | 108.889                                               | 163                                          | Guatemala                                            | GTM          | GT           | .gt        | Guatemala                                            | Guatemala                                                                                                |
| Guinea                                                                                    | Republik Guinea | Conakry                                                               | 13.900.000                            | 245.857                                               | 56,5                                         | Guinea-a                                             | GIN          | GN           | .gn        | Guinea                                               | Guinée                                                                                                   |
| Guinea-Bissau                                                                             | Republik Guinea-Bissau | Bissau                                                                | 2.100.000                             | 36.125                                                | 58,1                                         | Guinea-Bissau                                        | GNB          | GW           | .gw        | Guinea-Bissau                                        | Guiné-Bissau                                                                                             |
| Guyana                                                                                    | Kooperative Republik Guyana                                                                                                | Georgetown                                                            | 800.000                               | 214.969                                               | 3,72                                         | Guyana                                               | GUY          | GY           | .gy        | Guyana                                               | Guyana                                                                                                   |
| Haiti                                                                                     | Republik Haiti | Port-au-Prince                                                        | 11.600.000                            | 27.750                                                | 418                                          | Haiti                                                | HTI          | HT           | .ht        | Haiti                                                | Haïti (französisch) Ayiti (Haitianisch-Kreolisch)                                                        |
| Honduras                                                                                  | Republik Honduras | Tegucigalpa                                                           | 9.600.000                             | 112.090                                               | 85,6                                         | Honduras                                             | HND          | HN           | .hn        | Honduras                                             | Honduras                                                                                                 |
| Indien mit Kaschmir                                                                       | Republik Indien | Neu-Delhi                                                             | 1.417.200.000                         | 3.287.263                                             | 431                                          | Indien                                               | IND          | IN           | .in        | India                                                | India (englisch) भारत Bharat (Hindi)                                                                      |
| Indonesien                                                                                | Republik Indonesien | Nusantara                                                             | 275.500.000                           | 1.904.569                                             | 145                                          | Indonesien                                           | IDN          | ID           | .id        | Indonesia                                            | Indonesia                                                                                                |
| Irak                                                                                      | Republik Irak | Bagdad                                                                | 44.500.000                            | 438.317                                               | 102                                          | Irak                                                 | IRQ          | IQ           | .iq        | Iraq                                                 | العراق al-ʿIrāq                                                                                          |
| Iran                                                                                      | Islamische Republik Iran                                                                                                   | Teheran                                                               | 88.600.000                            | 1.648.195                                             | 53,8                                         | Iran                                                 | IRN          | IR           | .ir        | Iran                                                 | ایران Īrān                                                                                               |
| Irland                                                                                    | Irland | Dublin                                                                | 5.100.000                             | 70.273                                                | 72,6                                         | Irland                                               | IRL          | IE           | .ie        | Ireland                                              | Éire (irisch) Ireland (englisch)                                                                         |
| Island                                                                                    | Island (D, A) Republik Island (CH)                                                                                         | Reykjavík                                                             | 400.000                               | 103.000                                               | 3,88                                         | Island                                               | ISL          | IS           | .is        | Iceland                                              | Ísland                                                                                                   |
| Israel mit Golanhöhen und Ostjerusalem – ohne Gazastreifen, Westjordanland                | Staat Israel | Jerusalem (de facto)                                                  | 9.500.000                             | 22.380                                                | 424                                          | Israel                                               | ISR          | IL           | .il        | Israel                                               | ישראל Yisra’el                                                                                           |
| Italien                                                                                   | Italienische Republik | Rom                                                                   | 58.900.000                            | 301.340                                               | 195                                          | Italien                                              | ITA          | IT           | .it        | Italy                                                | Italia                                                                                                   |
| Jamaika                                                                                   | Jamaika | Kingston                                                              | 2.800.000                             | 10.991                                                | 255                                          | Jamaika                                              | JAM          | JM           | .jm        | Jamaica                                              | Jamaica                                                                                                  |
| Japan                                                                                     | Japan | Tokio                                                                 | 124.900.000                           | 377.915                                               | 330                                          | Japan                                                | JPN          | JP           | .jp        | Japan                                                | 日本 Nihon/Nippon                                                                                        |
| Jemen                                                                                     | Republik Jemen | Sanaa (de jure) Aden (de facto)                                       | 33.700.000                            | 527.968                                               | 63,8                                         | Jemen                                                | YEM          | YE           | .ye        | Yemen                                                | اليمن al-Yaman                                                                                           |
| Jordanien                                                                                 | Haschemitisches Königreich Jordanien                                                                                       | Amman                                                                 | 11.200.000                            | 89.342                                                | 125                                          | Jordanien                                            | JOR          | JO           | .jo        | Jordan                                               | الأردن al-Urdunn                                                                                         |
| Kambodscha                                                                                | Königreich Kambodscha | Phnom Penh                                                            | 16.800.000                            | 181.035                                               | 92,8                                         | Kambodscha                                           | KHM          | KH           | .kh        | Cambodia                                             | កម្ពុជា Kampuchea                                                                                           |
| Kamerun                                                                                   | Republik Kamerun | Yaoundé                                                               | 27.900.000                            | 475.440                                               | 58,7                                         | Kamerun                                              | CMR          | CM           | .cm        | Cameroon                                             | Cameroun (französisch) Cameroon (englisch)                                                               |
| Kanada                                                                                    | Kanada | Ottawa                                                                | 38.800.000                            | 9.984.670                                             | 3,89                                         | Kanada                                               | CAN          | CA           | .ca        | Canada                                               | Canada (englisch und französisch)                                                                        |
| Kap Verde                                                                                 | Republik Cabo Verde | Praia                                                                 | 600.000                               | 4.033                                                 | 149                                          | Kap Verde                                            | CPV          | CV           | .cv        | Cape Verde                                           | Cabo Verde                                                                                               |
| Kasachstan                                                                                | Republik Kasachstan | Astana                                                                | 19.200.000                            | 2.724.900                                             | 7,05                                         | Kasachstan                                           | KAZ          | KZ           | .kz        | Kazakhstan                                           | Qazaqstan (kasachisch) Казахстан Kasachstan (russisch)                                                   |
| Katar                                                                                     | Staat Katar | Doha                                                                  | 2.700.000                             | 11.586                                                | 233                                          | Katar                                                | QAT          | QA           | .qa        | Qatar                                                | دولة قطر Dawlat Qatar                                                                                    |
| Kenia                                                                                     | Republik Kenia | Nairobi                                                               | 54.000.000                            | 580.367                                               | 93                                           | Kenia                                                | KEN          | KE           | .ke        | Kenya                                                | Kenya |
| Kirgisistan                                                                               | Kirgisische Republik | Bischkek                                                              | 6.800.000                             | 199.951                                               | 34                                           | Kirgisistan                                          | KGZ          | KG           | .kg        | Kyrgyzstan                                           | Кыргызстан Kyrgysstan                                                                                    |
| Kiribati                                                                                  | Republik Kiribati | South Tarawa                                                          | 100.000                               | 811                                                   | 123                                          | Kiribati                                             | KIR          | KI           | .ki        | Kiribati                                             | Kiribati [ˈkiɾibæs]                                                                                      |
| Kolumbien                                                                                 | Republik Kolumbien | Bogotá                                                                | 49.100.000                            | 1.138.910                                             | 43,1                                         | Kolumbien                                            | COL          | CO           | .co        | Colombia                                             | Colombia                                                                                                 |
| Komoren                                                                                   | Union der Komoren | Moroni                                                                | 800.000                               | 2.235                                                 | 358                                          | Komoren                                              | COM          | KM           | .km        | Comoros                                              | Komori                                                                                                   |
| Kongo, Demokratische Republik                                                             | Demokratische Republik Kongo                                                                                               | Kinshasa                                                              | 99.000.000                            | 2.344.858                                             | 42,2                                         | Kongo Demokratische Republik                         | COD          | CD           | .cd        | Congo, Democratic Republic of the (Kinshasa)         | Congo, République démocratique du                                                                        |
| Kongo, Republik                                                                           | Republik Kongo | Brazzaville                                                           | 6.000.000                             | 342.000                                               | 17,5                                         | Kongo Republik                                       | COG          | CG           | .cg        | Congo, Republic of (Brazzaville)                     | Congo, République du                                                                                     |
| Korea, Nord (Nordkorea)                                                                   | Demokratische Volksrepublik Korea                                                                                          | Pjöngjang                                                             | 26.100.000                            | 120.538                                               | 217                                          | Korea Nord                                           | PRK          | KP           | .kp        | Korea, Democratic People's Republic of (North Korea) | 조선/朝鮮 Chosŏn                                                                                         |
| Korea, Süd (Südkorea)                                                                     | Republik Korea | Seoul                                                                 | 51.600.000                            | 99.720                                                | 517                                          | Korea Sud                                            | KOR          | KR           | .kr        | Korea, Republic of (South Korea)                     | 한국/韓國 Hanguk                                                                                         |
| Kosovo                                                                                    | Republik Kosovo | Pristina                                                              | 1.800.000                             | 10.887                                                | 165                                          | Kosovo                                               | XXK          | XK           | .xk        | Kosovo                                               | Kosova/Kosovë (albanisch) Косово Kosovo (serbisch)                                                       |
| Kroatien                                                                                  | Republik Kroatien | Zagreb (Agram)                                                        | 3.800.000                             | 56.594                                                | 67,1                                         | Kroatien                                             | HRV          | HR           | .hr        | Croatia                                              | Hrvatska                                                                                                 |
| Kuba                                                                                      | Republik Kuba | Havanna                                                               | 11.100.000                            | 110.860                                               | 100                                          | Kuba                                                 | CUB          | CU           | .cu        | Cuba                                                 | Cuba |
| Kuwait                                                                                    | Staat Kuwait | Kuwait                                                                | 4.100.000                             | 17.818                                                | 230                                          | Kuwait                                               | KWT          | KW           | .kw        | Kuwait                                               | دولة الكويت Dawlat al-Kuwayt                                                                             |
| Laos                                                                                      | Demokratische Volksrepublik Laos                                                                                           | Vientiane                                                             | 7.500.000                             | 236.800                                               | 31,7                                         | Laos                                                 | LAO          | LA           | .la        | Lao, People’s Democratic Republic of                 | ລາວ Lao                                                                                                  |
| Lesotho                                                                                   | Königreich Lesotho | Maseru                                                                | 2.300.000                             | 30.355                                                | 75,8                                         | Lesotho                                              | LSO          | LS           | .ls        | Lesotho                                              | Lesotho                                                                                                  |
| Lettland                                                                                  | Republik Lettland | Riga                                                                  | 1.900.000                             | 64.589                                                | 29,4                                         | Lettland                                             | LVA          | LV           | .lv        | Latvia                                               | Latvija                                                                                                  |
| Libanon                                                                                   | Libanesische Republik | Beirut                                                                | 5.500.000                             | 10.400                                                | 529                                          | Libanon                                              | LBN          | LB           | .lb        | Lebanon                                              | لبنان Lubnān                                                                                             |
| Liberia                                                                                   | Republik Liberia | Monrovia                                                              | 5.300.000                             | 111.369                                               | 47,6                                         | Liberia                                              | LBR          | LR           | .lr        | Liberia                                              | Liberia                                                                                                  |
| Libyen                                                                                    | Staat Libyen | Tripolis                                                              | 6.800.000                             | 1.759.540                                             | 3,86                                         | Libyen                                               | LBY          | LY           | .ly        | Libya                                                | ليبيا Lībiyā                                                                                             |
| Liechtenstein                                                                             | Fürstentum Liechtenstein                                                                                                   | Vaduz                                                                 | 40.000                                | 160                                                   | 250                                          | Liechtenstein                                        | LIE          | LI           | .li        | Liechtenstein                                        | Liechtenstein                                                                                            |
| Litauen                                                                                   | Republik Litauen | Vilnius (Wilna)                                                       | 2.800.000                             | 65.300                                                | 42,9                                         | Litauen                                              | LTU          | LT           | .lt        | Lithuania                                            | Lietuva                                                                                                  |
| Luxemburg                                                                                 | Großherzogtum Luxemburg | Luxemburg                                                             | 700.000                               | 2.586                                                 | 271                                          | Luxemburg                                            | LUX          | LU           | .lu        | Luxembourg                                           | Luxemburg (deutsch) Luxembourg (französisch) Lëtzebuerg (luxemburgisch)                                  |
| Madagaskar                                                                                | Republik Madagaskar | Antananarivo                                                          | 29.600.000                            | 587.041                                               | 50,4                                         | Madagaskar                                           | MDG          | MG           | .mg        | Madagascar                                           | Madagascar                                                                                               |
| Malawi                                                                                    | Republik Malawi | Lilongwe                                                              | 20.400.000                            | 118.484                                               | 172                                          | Malawi                                               | MWI          | MW           | .mw        | Malawi                                               | Malaŵi                                                                                                   |
| Malaysia                                                                                  | Malaysia | Kuala Lumpur (de jure) Putrajaya (de facto)                           | 32.700.000                            | 329.847                                               | 99,1                                         | Malaysia                                             | MYS          | MY           | .my        | Malaysia                                             | Malaysia                                                                                                 |
| Malediven                                                                                 | Republik Malediven | Malé                                                                  | 600.000                               | 298                                                   | 2010                                         | Malediven                                            | MDV          | MV           | .mv        | Maldives                                             | ދިވެހިރާއްޖެ Dhivehi Raajje                                                                                    |
| Mali                                                                                      | Republik Mali | Bamako                                                                | 22.600.000                            | 1.240.192                                             | 18,2                                         | Mali                                                 | MLI          | ML           | .ml        | Mali                                                 | Mali |
| Malta                                                                                     | Republik Malta | Valletta                                                              | 500.000                               | 316                                                   | 1580                                         | Malta                                                | MLT          | MT           | .mt        | Malta                                                | Malta |
| Marokko ohne Westsahara (EH)                                                              | Königreich Marokko | Rabat                                                                 | 36.700.000                            | 446.550                                               | 82,2                                         | Marokko                                              | MAR          | MA           | .ma        | Morocco                                              | المغرب al-Maghrib                                                                                        |
| Marshallinseln                                                                            | Republik Marshallinseln | Majuro                                                                | 50.000                                | 181                                                   | 276                                          | Marshallinseln                                       | MHL          | MH           | .mh        | Marshall Islands                                     | Marshall Islands                                                                                         |
| Mauretanien                                                                               | Islamische Republik Mauretanien                                                                                            | Nouakchott                                                            | 4.700.000                             | 1.030.700                                             | 4,56                                         | Mauretanien                                          | MRT          | MR           | .mr        | Mauritania                                           | موريتانيا Mūrītāniyā                                                                                     |
| Mauritius                                                                                 | Republik Mauritius | Port Louis                                                            | 1.300.000                             | 2.103                                                 | 618                                          | Mauritius                                            | MUS          | MU           | .mu        | Mauritius                                            | Mauritius                                                                                                |
| Mexiko                                                                                    | Vereinigte Mexikanische Staaten                                                                                            | Mexiko-Stadt                                                          | 127.500.000                           | 1.964.375                                             | 64,9                                         | Mexiko                                               | MEX          | MX           | .mx        | Mexico                                               | México                                                                                                   |
| Mikronesien                                                                               | Föderierte Staaten von Mikronesien                                                                                         | Palikir                                                               | 100.000                               | 702                                                   | 142                                          | Mikronesien Foderierte Staaten                       | FSM          | FM           | .fm        | Micronesia, Federal States of                        | Micronesia                                                                                               |
| Moldau mit Transnistrien                                                                  | Republik Moldau (D, A) Republik Moldova (CH)                                                                               | Chișinău                                                              | 3.500.000                             | 33.851                                                | 103                                          | Moldau Republik                                      | MDA          | MD           | .md        | Moldova                                              | Moldova                                                                                                  |
| Monaco                                                                                    | Fürstentum Monaco | Stadtstaat                                                            | 40.000                                | 2,03                                                  | 19.700                                       | Monaco                                               | MCO          | MC           | .mc        | Monaco                                               | Monaco                                                                                                   |
| Mongolei                                                                                  | Mongolei | Ulaanbaatar                                                           | 3.400.000                             | 1.564.116                                             | 2,17                                         | Mongolei                                             | MNG          | MN           | .mn        | Mongolia                                             | Монгол Улс Mongol Uls                                                                                    |
| Montenegro                                                                                | Montenegro | Podgorica                                                             | 600.000                               | 13.812                                                | 43,4                                         | Montenegro                                           | MNE          | ME           | .me        | Montenegro                                           | Црна Гора Crna Gora                                                                                      |
| Mosambik                                                                                  | Republik Mosambik | Maputo                                                                | 33.000.000                            | 799.380                                               | 41,3                                         | Mosambik                                             | MOZ          | MZ           | .mz        | Mozambique                                           | Moçambique                                                                                               |
| Myanmar                                                                                   | Republik der Union Myanmar                                                                                                 | Naypyidaw                                                             | 54.200.000                            | 676.578                                               | 80,1                                         | Myanmar                                              | MMR          | MM           | .mm        | Myanmar oder Burma                                   | မြန်မာ Mranma                                                                                               |
| Namibia                                                                                   | Republik Namibia | Windhoek                                                              | 2.600.000                             | 824.292                                               | 3,15                                         | Namibia                                              | NAM          | NA           | .na        | Namibia                                              | Namibia                                                                                                  |
| Nauru                                                                                     | Republik Nauru | Yaren (de facto)                                                      | 10.000                                | 21                                                    | 476                                          | Nauru                                                | NRU          | NR           | .nr        | Nauru                                                | Nauru |
| Nepal                                                                                     | Nepal | Kathmandu                                                             | 30.900.000                            | 147.181                                               | 210                                          | Nepal                                                | NPL          | NP           | .np        | Nepal                                                | नेपाल Nepāl                                                                                                |
| Neuseeland ohne Cookinseln (CK) und Niue (NU)                                             | Neuseeland ohne Cookinseln (CK) und Niue (NU)                                                                              | Wellington                                                            | 5.100.000                             | 267.710                                               | 19,1                                         | Neuseeland                                           | NZL          | NZ           | .nz        | New Zealand                                          | New Zealand (englisch) Aotearoa (maorisch)                                                               |
| Nicaragua                                                                                 | Republik Nicaragua | Managua                                                               | 6.700.000                             | 130.730                                               | 51,3                                         | Nicaragua                                            | NIC          | NI           | .ni        | Nicaragua                                            | Nicaragua                                                                                                |
| Niederlande ohne Aruba (AW), Curaçao (CW) und Sint Maarten (SX)                           | Königreich der Niederlande                                                                                                 | Amsterdam (de jure) Den Haag (de facto)                               | 17.700.000                            | 41.543                                                | 426                                          | Niederlande                                          | NLD          | NL           | .nl        | Netherlands                                          | Nederland                                                                                                |
| Niger                                                                                     | Republik Niger | Niamey                                                                | 26.200.000                            | 1.267.000                                             | 20,7                                         | Niger                                                | NER          | NE           | .ne        | Niger                                                | Niger |
| Nigeria                                                                                   | Bundesrepublik Nigeria | Abuja                                                                 | 218.500.000                           | 923.768                                               | 237                                          | Nigeria                                              | NGA          | NG           | .ng        | Nigeria                                              | Nigeria                                                                                                  |
| Niue                                                                                      | Niue | Alofi                                                                 | 1.229                                 | 260                                                   | 4,73                                         | Niue                                                 | NIU          | NU           | .nu        | Niue                                                 | Niue |
| Nordmazedonien                                                                            | Republik Nordmazedonien | Skopje                                                                | 1.800.000                             | 25.713                                                | 70                                           | Nordmazedonien                                       | MKD          | MK           | .mk        | North Macedonia                                      | Северна Македонија Severna Makedonija (mazedonisch) Maqedonia e Veriut (albanisch)                       |
| Nordzypern                                                                                | Türkische Republik Nordzypern                                                                                              | Nord-Nikosia                                                          | 295.000                               | 3.355                                                 | 87,9                                         | Nordzypern                                           |              |              | .gov.nc.tr | Turkish Republic of Northern Cyprus                  | Kuzey Kıbrıs Türk Cumhuriyeti                                                                            |
| Norwegen ohne Svalbard (SJ)                                                               | Königreich Norwegen | Oslo                                                                  | 5.400.000                             | 323.802                                               | 16,7                                         | Norwegen                                             | NOR          | NO           | .no        | Norway                                               | Norge (bokmål) Noreg (nynorsk)                                                                           |
| Oman                                                                                      | Sultanat Oman | Maskat                                                                | 4.600.000                             | 309.500                                               | 14,9                                         | Oman                                                 | OMN          | OM           | .om        | Oman                                                 | عمان ʿUmān                                                                                               |
| Österreich                                                                                | Republik Österreich | Wien                                                                  | 9.000.000                             | 83.871                                                | 107                                          | Osterreich                                           | AUT          | AT           | .at        | Austria                                              | Österreich                                                                                               |
| Osttimor / Timor-Leste                                                                    | Demokratische Republik Timor-Leste                                                                                         | Dili                                                                  | 1.300.000                             | 14.874                                                | 87,4                                         | Osttimor                                             | TLS          | TL (TP)      | .tl (.tp)  | East Timor oder Timor-Leste                          | Timor-Leste                                                                                              |
| Pakistan ohne Asad Kaschmir und Gilgit-Baltistan                                          | Islamische Republik Pakistan                                                                                               | Islamabad                                                             | 235.800.000                           | 796.095                                               | 296                                          | Pakistan                                             | PAK          | PK           | .pk        | Pakistan                                             | پاکستان Pākistān                                                                                         |
| Palästina umfasst den Gazastreifen und das Westjordanland                                 | Staat Palästina | Ostjerusalem (de jure) Ramallah (de facto)                            | 5.400.000                             | 6.220                                                 | 868                                          | Palastina Autonomiegebiete                           | PSE          | PS           | .ps        | Palestine                                            | دولة فلسطين Dawlat Filastīn                                                                              |
| Palau                                                                                     | Republik Palau | Ngerulmud                                                             | 20.000                                | 459                                                   | 43,6                                         | Palau                                                | PLW          | PW           | .pw        | Palau                                                | Belau |
| Panama                                                                                    | Republik Panama | Panama-Stadt                                                          | 4.400.000                             | 75.420                                                | 58,3                                         | Panama                                               | PAN          | PA           | .pa        | Panama                                               | Panamá                                                                                                   |
| Papua-Neuguinea                                                                           | Unabhängiger Staat Papua-Neuguinea                                                                                         | Port Moresby                                                          | 9.300.000                             | 462.840                                               | 20,1                                         | Papua-Neuguinea                                      | PNG          | PG           | .pg        | Papua New Guinea                                     | Papua Niu Gini                                                                                           |
| Paraguay                                                                                  | Republik Paraguay | Asunción                                                              | 6.800.000                             | 406.752                                               | 16,7                                         | Paraguay                                             | PRY          | PY           | .py        | Paraguay                                             | Paraguay (spanisch) Paraguái (Guaraní)                                                                   |
| Peru                                                                                      | Republik Peru | Lima                                                                  | 33.400.000                            | 1.285.216                                             | 26                                           | Peru                                                 | PER          | PE           | .pe        | Peru                                                 | Perú |
| Philippinen                                                                               | Republik der Philippinen                                                                                                   | Manila                                                                | 115.600.000                           | 299.000                                               | 387                                          | Philippinen                                          | PHL          | PH           | .ph        | Philippines                                          | Pilipinas                                                                                                |
| Polen                                                                                     | Republik Polen | Warschau                                                              | 38.000.000                            | 312.685                                               | 122                                          | Polen                                                | POL          | PL           | .pl        | Poland                                               | Polska                                                                                                   |
| Portugal                                                                                  | Portugiesische Republik | Lissabon                                                              | 10.300.000                            | 92.090                                                | 112                                          | Portugal                                             | PRT          | PT           | .pt        | Portugal                                             | Portugal                                                                                                 |
| Ruanda                                                                                    | Republik Ruanda | Kigali                                                                | 13.800.000                            | 26.338                                                | 524                                          | Ruanda                                               | RWA          | RW           | .rw        | Rwanda                                               | Rwanda                                                                                                   |
| Rumänien                                                                                  | Rumänien | Bukarest                                                              | 19.000.000                            | 238.391                                               | 79,7                                         | Rumänien                                             | ROU          | RO           | .ro        | Romania                                              | România                                                                                                  |
| Russland ohne die annektierten ukrainischen Gebiete                                       | Russische Föderation | Moskau                                                                | 144.300.000                           | 17.098.242                                            | 8,44                                         | Russland                                             | RUS          | RU           | .ru        | Russia oder Russian Federation                       | Россия Rossija, Российская Федерация Rossijskaja Federazija                                              |
| Salomonen                                                                                 | Salomonen (D, A) Salomoninseln (CH)                                                                                        | Honiara                                                               | 700.000                               | 28.896                                                | 24,2                                         | Salomonen                                            | SLB          | SB           | .sb        | Solomon Islands                                      | Solomon Islands                                                                                          |
| Sambia                                                                                    | Republik Sambia | Lusaka                                                                | 20.000.000                            | 752.618                                               | 26,6                                         | Sambia                                               | ZMB          | ZM           | .zm        | Zambia                                               | Zambia                                                                                                   |
| Samoa                                                                                     | Unabhängiger Staat Samoa                                                                                                   | Apia                                                                  | 200.000                               | 2.831                                                 | 70,6                                         | Samoa                                                | WSM          | WS           | .ws        | Samoa                                                | Sāmoa |
| San Marino                                                                                | Republik San Marino | San Marino                                                            | 30.000                                | 61                                                    | 492                                          | San Marino                                           | SMR          | SM           | .sm        | San Marino                                           | San Marino                                                                                               |
| São Tomé und Príncipe                                                                     | Demokratische Republik São Tomé und Príncipe                                                                               | São Tomé                                                              | 200.000                               | 964                                                   | 207                                          | Sao Tome und Principe                                | STP          | ST           | .st        | São Tomé and Príncipe                                | São Tomé e Príncipe                                                                                      |
| Saudi-Arabien                                                                             | Königreich Saudi-Arabien                                                                                                   | Riad                                                                  | 36.700.000                            | 2.149.690                                             | 17,1                                         | Saudi-Arabien                                        | SAU          | SA           | .sa        | Saudi Arabia                                         | العربية السعودية al-ʿArabīya as-Saʿudīya                                                                 |
| Schweden                                                                                  | Königreich Schweden | Stockholm                                                             | 10.500.000                            | 450.295                                               | 23,3                                         | Schweden                                             | SWE          | SE           | .se        | Sweden                                               | Sverige                                                                                                  |
| Schweiz                                                                                   | Schweizerische Eidgenossenschaft                                                                                           | Bern (de facto)                                                       | 8.800.000                             | 41.277                                                | 213                                          | Schweiz                                              | CHE          | CH           | .ch        | Switzerland                                          | Schweiz (deutsch) Suisse (französisch) Svizzera (italienisch) Svizra (bündnerromanisch)                  |
| Senegal                                                                                   | Republik Senegal | Dakar                                                                 | 17.900.000                            | 196.722                                               | 91                                           | Senegal                                              | SEN          | SN           | .sn        | Senegal                                              | Sénégal                                                                                                  |
| Serbien ohne Kosovo (XK)                                                                  | Republik Serbien | Belgrad                                                               | 6.800.000                             | 77.474                                                | 87,8                                         | Serbien                                              | SRB          | RS           | .rs        | Serbia                                               | Србија Srbija                                                                                            |
| Seychellen                                                                                | Republik Seychellen | Victoria                                                              | 100.000                               | 455                                                   | 220                                          | Seychellen                                           | SYC          | SC           | .sc        | Seychelles                                           | Seychelles (englisch, französisch) Sesel (Seychellenkreol)                                               |
| Sierra Leone                                                                              | Republik Sierra Leone | Freetown                                                              | 8.700.000                             | 71.740                                                | 121                                          | Sierra Leone                                         | SLE          | SL           | .sl        | Sierra Leone                                         | Sierra Leone                                                                                             |
| Simbabwe                                                                                  | Republik Simbabwe | Harare                                                                | 16.300.000                            | 390.757                                               | 41,7                                         | Simbabwe                                             | ZWE          | ZW           | .zw        | Zimbabwe                                             | Zimbabwe                                                                                                 |
| Singapur                                                                                  | Republik Singapur | Stadtstaat                                                            | 5.500.000                             | 697                                                   | 7890                                         | Singapur                                             | SGP          | SG           | .sg        | Singapore                                            | Singapora                                                                                                |
| Slowakei                                                                                  | Slowakische Republik | Bratislava (Pressburg)                                                | 5.400.000                             | 49.035                                                | 110                                          | Slowakei                                             | SVK          | SK           | .sk        | Slovakia                                             | Slovensko                                                                                                |
| Slowenien                                                                                 | Republik Slowenien | Ljubljana (Laibach)                                                   | 2.100.000                             | 20.273                                                | 104                                          | Slowenien                                            | SVN          | SI           | .si        | Slovenia                                             | Slovenija                                                                                                |
| Somalia mit Somaliland                                                                    | Bundesrepublik Somalia | Mogadischu                                                            | 17.600.000                            | 637.657                                               | 27,6                                         | Somalia                                              | SOM          | SO           | .so        | Somalia                                              | Soomaaliya (Somali) الصومال as-Sūmāl (arabisch)                                                          |
| Somaliland                                                                                | Republik Somaliland | Hargeysa                                                              | 3.500.000                             | 137.600                                               | 25,4                                         | Somaliland                                           |              |              |            | Somaliland                                           | Soomaaliland                                                                                             |
| Spanien                                                                                   | Königreich Spanien | Madrid                                                                | 47.400.000                            | 505.370                                               | 93,8                                         | Spanien                                              | ESP          | ES           | .es        | Spain                                                | España                                                                                                   |
| Sri Lanka                                                                                 | Demokratische Sozialistische Republik Sri Lanka                                                                            | Sri Jayewardenepura Kotte (de jure) Colombo (de facto)                | 22.400.000                            | 65.610                                                | 341                                          | Sri Lanka                                            | LKA          | LK           | .lk        | Sri Lanka                                            | ශ්‍රී ලංකා Śrī Laṃkā                                                                                           |
| St. Kitts und Nevis                                                                       | Föderation St. Kitts und Nevis (D, CH) St. Kitts und Nevis (A)                                                             | Basseterre                                                            | 50.000                                | 261                                                   | 192                                          | Saint Kitts Nevis                                    | KNA          | KN           | .kn        | Saint Kitts and Nevis                                | Saint Kitts and Nevis                                                                                    |
| St. Lucia                                                                                 | St. Lucia | Castries                                                              | 200.000                               | 616                                                   | 325                                          | Saint Lucia                                          | LCA          | LC           | .lc        | Saint Lucia                                          | Saint Lucia                                                                                              |
| St. Vincent und die Grenadinen                                                            | St. Vincent und die Grenadinen                                                                                             | Kingstown                                                             | 100.000                               | 389                                                   | 257                                          | Saint Vincent Grenadinen                             | VCT          | VC           | .vc        | Saint Vincent and the Grenadines                     | Saint Vincent and the Grenadines                                                                         |
| Südafrika                                                                                 | Republik Südafrika | Bloemfontein (Judikative) Kapstadt (Legislative) Pretoria (Exekutive) | 60.600.000                            | 1.219.090                                             | 49,7                                         | Sudafrika                                            | ZAF          | ZA           | .za        | South Africa                                         | South Africa (englisch) und zehn weitere                                                                 |
| Sudan                                                                                     | Republik Sudan | Khartum                                                               | 46.900.000                            | 1.861.484                                             | 25,2                                         | Sudan                                                | SDN          | SD           | .sd        | Sudan                                                | السودان as-Sūdān                                                                                         |
| Südossetien                                                                               | Republik Südossetien | Zchinwali                                                             | 51.000                                | 3.885                                                 | 13,1                                         | Sudossetien                                          |              |              |            | South Ossetia                                        | Хуссар Ирыстон Chussar Iryston                                                                           |
| Südsudan                                                                                  | Republik Südsudan | Juba                                                                  | 10.900.000                            | 644.329                                               | 16,9                                         | Sudsudan                                             | SSD          | SS           | .ss        | South Sudan                                          | South Sudan                                                                                              |
| Suriname                                                                                  | Republik Suriname | Paramaribo                                                            | 600.000                               | 163.820                                               | 3,66                                         | Suriname                                             | SUR          | SR           | .sr        | Suriname                                             | Suriname                                                                                                 |
| Syrien mit Golanhöhen                                                                     | Arabische Republik Syrien                                                                                                  | Damaskus                                                              | 22.100.000                            | 185.180                                               | 119                                          | Syrien 1961                                          | SYR          | SY           | .sy        | Syria                                                | سوريا Sūriyā                                                                                             |
| Tadschikistan                                                                             | Republik Tadschikistan | Duschanbe                                                             | 10.000.000                            | 143.100                                               | 69,9                                         | Tadschikistan                                        | TJK          | TJ           | .tj        | Tajikistan                                           | Тоҷикистон Todschikiston                                                                                 |
| Tansania                                                                                  | Vereinigte Republik Tansania                                                                                               | Dodoma (de jure) Daressalam (de facto)                                | 65.500.000                            | 947.300                                               | 69,1                                         | Tansania                                             | TZA          | TZ           | .tz        | Tanzania                                             | Tanzania                                                                                                 |
| Thailand                                                                                  | Königreich Thailand | Bangkok                                                               | 66.800.000                            | 513.120                                               | 130                                          | Thailand                                             | THA          | TH           | .th        | Thailand                                             | ประเทศไทย Prathet Thai                                                                                   |
| Togo                                                                                      | Republik Togo | Lomé                                                                  | 8.800.000                             | 56.785                                                | 155                                          | Togo                                                 | TGO          | TG           | .tg        | Togo                                                 | Togo |
| Tonga                                                                                     | Königreich Tonga | Nukuʻalofa                                                            | 100.000                               | 747                                                   | 134                                          | Tonga                                                | TON          | TO           | .to        | Tonga                                                | Tonga |
| Transnistrien                                                                             | Pridnestrowische Moldauische Republik                                                                                      | Tiraspol                                                              | 555.000                               | 3.567                                                 | 156                                          | Transnistrien                                        |              |              |            | Transnistria                                         | Приднестровье Pridnestrowje (russisch) Придністров'я Prydnistrowja (ukrainisch) Transnistria (rumänisch) |
| Trinidad und Tobago                                                                       | Republik Trinidad und Tobago                                                                                               | Port of Spain                                                         | 1.400.000                             | 5.128                                                 | 273                                          | Trinidad und Tobago                                  | TTO          | TT           | .tt        | Trinidad and Tobago                                  | Trinidad and Tobago                                                                                      |
| Tschad                                                                                    | Republik Tschad | N’Djamena                                                             | 17.700.000                            | 1.284.000                                             | 13,8                                         | Tschad                                               | TCD          | TD           | .td        | Chad                                                 | Tchad |
| Tschechien                                                                                | Tschechische Republik | Prag                                                                  | 10.500.000                            | 78.867                                                | 133                                          | Tschechien                                           | CZE          | CZ           | .cz        | Czechia                                              | Česko |
| Tunesien                                                                                  | Tunesische Republik | Tunis                                                                 | 11.800.000                            | 163.610                                               | 72,1                                         | Tunesien                                             | TUN          | TN           | .tn        | Tunisia                                              | تونس Tūnis                                                                                               |
| Türkei                                                                                    | Republik Türkei (D, A) Republik Türkiye (CH)                                                                               | Ankara                                                                | 85.200.000                            | 783.562                                               | 109                                          | Turkei                                               | TUR          | TR           | .tr        | Türkiye                                              | Türkiye                                                                                                  |
| Turkmenistan                                                                              | Turkmenistan | Aşgabat                                                               | 6.400.000                             | 488.100                                               | 13,1                                         | Turkmenistan                                         | TKM          | TM           | .tm        | Turkmenistan                                         | Türkmenistan                                                                                             |
| Tuvalu                                                                                    | Tuvalu | Funafuti (de jure) Vaiaku (de facto)                                  | 10.000                                | 26                                                    | 385                                          | Tuvalu                                               | TUV          | TV           | .tv        | Tuvalu                                               | Tuvalu                                                                                                   |
| Uganda                                                                                    | Republik Uganda | Kampala                                                               | 47.200.000                            | 241.038                                               | 196                                          | Uganda                                               | UGA          | UG           | .ug        | Uganda                                               | Uganda                                                                                                   |
| Ukraine mit den durch Russland annektierten Gebieten                                      | Ukraine | Kiew                                                                  | 41.000.000                            | 603.550                                               | 67,9                                         | Ukraine                                              | UKR          | UA           | .ua        | Ukraine                                              | Україна Ukrajina                                                                                         |
| Ungarn                                                                                    | Ungarn | Budapest                                                              | 9.700.000                             | 93.028                                                | 104                                          | Ungarn                                               | HUN          | HU           | .hu        | Hungary                                              | Magyarország                                                                                             |
| Uruguay                                                                                   | Republik Östlich des Uruguay                                                                                               | Montevideo                                                            | 3.600.000                             | 176.215                                               | 20,4                                         | Uruguay                                              | URY          | UY           | .uy        | Uruguay                                              | Uruguay                                                                                                  |
| Usbekistan                                                                                | Republik Usbekistan | Taschkent                                                             | 35.600.000                            | 447.400                                               | 79,6                                         | Usbekistan                                           | UZB          | UZ           | .uz        | Uzbekistan                                           | Oʻzbekiston                                                                                              |
| Vanuatu                                                                                   | Republik Vanuatu | Port Vila                                                             | 300.000                               | 12.189                                                | 24,6                                         | Vanuatu                                              | VUT          | VU           | .vu        | Vanuatu                                              | Vanuatu                                                                                                  |
| Vatikanstadt                                                                              | Staat Vatikanstadt (D, CH) Staat der Vatikanstadt (A)                                                                      | Stadtstaat                                                            | 825                                   | 0,44                                                  | 1880                                         | Vatikanstadt                                         | VAT          | VA           | .va        | Vatican City                                         | Status Civitatis Vaticanæ                                                                                |
| Venezuela                                                                                 | Bolivarische Republik Venezuela                                                                                            | Caracas                                                               | 28.300.000                            | 912.050                                               | 31                                           | Venezuela                                            | VEN          | VE           | .ve        | Venezuela                                            | Venezuela                                                                                                |
| Vereinigte Arabische Emirate                                                              | Vereinigte Arabische Emirate                                                                                               | Abu Dhabi                                                             | 9.400.000                             | 83.600                                                | 112                                          | Vereinigte Arabische Emirate                         | ARE          | AE           | .ae        | United Arab Emirates                                 | الإمارات العربية المتحدة al-Imārāt al-ʿArabīya al-Muttahida                                              |
| Vereinigte Staaten ohne Außengebiete                                                      | Vereinigte Staaten von Amerika                                                                                             | Washington, D.C.                                                      | 332.800.000                           | 9.826.675                                             | 33,9                                         | Vereinigte Staaten                                   | USA          | US           | .us        | United States                                        | United States                                                                                            |
| Vereinigtes Königreich ohne Überseegebiete und Kronbesitzungen                            | Vereinigtes Königreich Großbritannien und Nordirland (D, A) Vereinigtes Königreich von Grossbritannien und Nordirland (CH) | London                                                                | 67.600.000                            | 243.610                                               | 277                                          | Vereinigtes Konigreich                               | GBR          | GB (UK)      | .uk (.gb)  | United Kingdom                                       | United Kingdom                                                                                           |
| Vietnam                                                                                   | Sozialistische Republik Vietnam                                                                                            | Hanoi                                                                 | 99.400.000                            | 331.210                                               | 300                                          | Vietnam                                              | VNM          | VN           | .vn        | Vietnam                                              | Việt Nam                                                                                                 |
| Westsahara                                                                                | Demokratische Arabische Republik Sahara                                                                                    | El Aaiún (de jure) Tifariti (de facto)                                | 600.000                               | 266.000                                               | 2,26                                         | Westsahara                                           | ESH          | EH           | .eh        | Western Sahara oder Sahrawi Arab Democratic Republic | Sahara Occidental                                                                                        |
| Zentralafrikanische Republik                                                              | Zentralafrikanische Republik                                                                                               | Bangui                                                                | 5.600.000                             | 622.984                                               | 8,99                                         | Zentralafrikanische Republik                         | CAF          | CF           | .cf        | Central African Republic                             | République centrafricaine                                                                                |
| Zypern mit Nordzypern                                                                     | Republik Zypern | Nikosia                                                               | 1.300.000                             | 9.251                                                 | 141                                          | Zypern Republik                                      | CYP          | CY           | .cy        | Cyprus                                               | Κύπρος Kýpros (griechisch) Kıbrıs (türkisch)                                                             |
| Staat                                                                                     | Langform des Staatsnamens                                                                                                  | Hauptstadt                                                            | Einwohner 2022                        | Fläche in km²                                         | Einw. pro km²                                | Flagge                                               | ISO-3-Kürzel | ISO-2-Kürzel | TLD        | Englischer Name                                      | Lokaler Name                                                                                             |

## Umstrittene Staaten, Grenzen und Status (Auswahl)
Im Folgenden sind insbesondere die Fälle der Staaten aus der Tabelle aufgeführt, deren Status strittig ist und die nicht Mitglied der Vereinten Nationen sind.

### China

#### Republik China
Die Republik China (Regierungssitz: Taipeh) wird wegen des Alleinvertretungsanspruchs der Volksrepublik China von den meisten Staaten der Welt (darunter alle EU-Staaten und die USA) offiziell nicht als unabhängiger Staat anerkannt. Anerkannt wird die Republik China derzeit von elf Staaten sowie dem Heiligen Stuhl (Stand: Januar 2024). Außenpolitisch untermauert die Volksrepublik China ihren Alleinvertretungsanspruch mit der Haltung, dass sie zu keinem Staat Beziehungen pflegt, der die Republik China völkerrechtlich anerkennt. Ökonomisch und politisch ist die Republik China allerdings unabhängig. So haben Deutschland, Österreich und die Schweiz keine diplomatischen, jedoch kulturelle und ökonomische Beziehungen zur Republik China.
Die Republik China – vertreten durch die Taiwan Foundation for Democracy – ist seit 1991 Mitglied der Interessenvertretung UNPO.

#### Tibet
Die Kommunistische Partei wirft dem Dalai Lama vor, ein politischer Exilant zu sein, der sich seit langem im Ausland um Chinas Spaltung bemühe. Ein Dialog mit dem Dalai Lama kommt für sie nur in Betracht, sobald dieser auf das Streben nach einer so genannten Unabhängigkeit Tibets verzichtet. Hierzu müsse er in einer öffentlichen und eindeutigen Erklärung Tibet und auch Taiwan als untrennbare Teile des chinesischen Territoriums und die Volksrepublik China als die einzige legitime Regierung anerkennen und sich verpflichten, alle Aktivitäten zur Spaltung des „Vaterlandes“ einzustellen.
Die tibetische Exilregierung vertritt die Auffassung, dass Tibet (Hauptstadt: Lhasa) zum Zeitpunkt der Invasion durch die chinesische Volksbefreiungsarmee (1950/51) ein unabhängiger und voll funktionsfähiger Staat gewesen sei und dass die militärische Invasion und die andauernde Besetzung ein Verstoß gegen internationales Recht und gegen das Recht auf Selbstbestimmung seien.
Tibet – vertreten durch die Tibetische Exilregierung – ist seit 1991 Mitglied der Interessenvertretung UNPO.

### Georgien

#### Abchasien
Abchasien (Hauptstadt: Sochumi) gehört völkerrechtlich zu Georgien. Die Vereinten Nationen haben das seit 1993 immer wieder bekräftigt. Der UN-Sicherheitsrat fordert die „Souveränität, Unabhängigkeit und territoriale Unversehrtheit Georgiens innerhalb seiner international anerkannten Grenzen“. Einige Völkerrechtler halten Abchasien für ein stabilisiertes De-facto-Regime.
Russland erkannte Abchasien am 26. August 2008 als unabhängigen Staat an, Nicaragua am 3. September 2008, Venezuela am 10. September 2009, Nauru am 15. Dezember 2009.
Die Republik Abchasien – vertreten durch sein Außenministerium – ist seit 1991 Mitglied der Interessenvertretung UNPO und Teil der 2001 gegründeten Gemeinschaft nicht-anerkannter Staaten.

#### Südossetien
Bereits vor der Auflösung der Sowjetunion erklärte sich das autonome Gebiet 1990 als Republik Südossetien mit der Hauptstadt Zchinwali für unabhängig von der Georgischen SSR. Georgien beansprucht Südossetien weiterhin als Bestandteil seines Staatsgebiets und wird darin von den meisten Staaten und internationalen Organisationen unterstützt. Nach dem Kaukasuskrieg 2008 erkannten Russland und danach Nicaragua Südossetien sowie Abchasien als souveräne Staaten an. Im September 2009 folgte Venezuela und im Dezember 2009 Nauru.
Von einigen Völkerrechtlern wird der Republik Südossetien der Status eines De-facto-Regimes zugestanden. Dagegen wird eingewandt, dass dieser Zustand nur durch russische Militärpräsenz überhaupt bestehe und noch nicht ausreichend gefestigt sei.
Südossetien ist Mitglied der 2001 gegründeten Gemeinschaft nicht-anerkannter Staaten.

### Israel und Palästina
Der Staat Palästina wird gegenwärtig von 147 UN-Staaten, aber nicht durch Israel, vollständig diplomatisch anerkannt und ist 2012 zum UN-Beobachterstaat aufgewertet worden. Zu vielen anderen Staaten – u. a. den meisten Mitgliedstaaten der Europäischen Union – bestehen allerdings nur eingeschränkte diplomatische Beziehungen, die über die PLO laufen. Die Bundesrepublik Deutschland und die Republik Österreich erkennen Palästina ebenfalls nicht als Staat an, Deutschland bekräftigte seine Haltung zuletzt im Mai 2024. Das palästinensische Territorium steht großteils unter der Kontrolle Israels, das die Palästinensischen Autonomiegebiete eingerichtet hat. Die israelische Besetzung der palästinensischen Gebiete (Westjordanland, Gazastreifen und Ostjerusalem) wurde vom Internationalen Gerichtshof in einem nicht bindenden Gutachten am 19. Juli 2024 als illegal eingestuft.
Auch der Staat Israel wird nicht von allen, sondern von lediglich 162 der anderen UN-Staaten anerkannt, seit 1993 zudem vom Staat Palästina.

### Kaschmir
Der Kaschmir-Konflikt ist ein Territorialkonflikt um das Gebiet des ehemaligen, 1947 aufgelösten indischen Fürstenstaats Jammu und Kashmir. Die Konfliktparteien sind Indien, Pakistan und die Volksrepublik China, die jeweils Anspruch auf Teile des umstrittenen Territoriums erheben, bzw. diese Gebiete unter Kontrolle halten. Aber nicht nur die politische Herrschaft, sondern auch Rohstoffe sind Grund für Konflikte. Ursprünglich erklärte der letzte Maharadscha Hari Singh am 26. Oktober 1947 den Anschluss seines Fürstenstaates Kaschmir an die Indische Union.
Aufgrund des Kaschmir-Konfliktes kam es zu fünf Kriegen: den indisch-pakistanischen Kriegen von 1947 bis 1949, 1965, 1971 (hier waren allerdings wesentlich die Ereignisse in Bangladesch dominierend) und 1999, sowie zum indisch-chinesischen Grenzkrieg von 1962. Seit 1998 (zuletzt Pakistan) verfügen alle drei Konfliktparteien über Nuklearwaffen. Die Vereinten Nationen unterhalten seit 1949 eine Beobachtermission (seit 1951 UNMOGIP) im Grenzgebiet zwischen Indien und Pakistan.
Im August 2019 hob die indische Regierung den Sonderstatus der Region Jammu und Kashmir auf.

### Kosovo
Der völkerrechtliche Status des Kosovo ist umstritten. Am 17. Februar 2008 proklamierte das Parlament in der Hauptstadt Priština die Unabhängigkeit des Territoriums von Serbien. Bisher erkennen 117 der 193 UN-Mitgliedstaaten die Republik Kosovo als unabhängig an, darunter Deutschland, Österreich und die Schweiz (alle seit 2008).
Serbien betrachtet den Kosovo unverändert als seine Autonome Provinz Kosovo und Metochien (Autonomna pokrajina Kosovo i Metohija/Аутономна покрајина Косово и Метохија, kurz Kosmet/Космет; albanisch Krahina Autonome e Kosovës dhe Metohisë). Der Internationale Gerichtshof (IGH) gelangte am 22. Juli 2010 in einem rechtlich nicht bindenden, von der UN-Generalversammlung auf serbische Initiative angeforderten Gutachten zu dem Ergebnis, dass die Unabhängigkeitserklärung des Kosovo nicht gegen das Völkerrecht verstoße. Gleichzeitig vermied der IGH, den völkerrechtlichen Status des Kosovo zu bewerten und erkannte die Gültigkeit der Resolution 1244 des UN-Sicherheitsrates (1999) an. Der Kosovo – vertreten durch die Partei Lidhja Demokratike e Kosovës – war von 1991 bis 2018 Mitglied der Interessenvertretung UNPO.

### Neuseeland

#### Cookinseln
Die Cookinseln sind ein selbstverwaltetes Territorium in freier Assoziierung mit Neuseeland und eine parlamentarisch-demokratische Monarchie im Commonwealth of Nations. Die Cookinseln erhielten 1965 die volle Selbständigkeit mit einer gewählten Regierung und sind nach der Drei-Elemente-Lehre unabhängig. Jedoch warten viele Staaten und die Vereinten Nationen mit der offiziellen Anerkennung des Landes als unabhängiger souveräner Staat, bis die Cookinseln in freier Selbstbestimmung ihre Assoziierung mit Neuseeland lösen. Dies könnte mittelfristig der Fall sein. Bisher haben mehr als 50 Staaten die Cookinseln als unabhängigen Staat völkerrechtlich anerkannt, darunter die Bundesrepublik Deutschland (2001), Belgien (2005) sowie die Schweiz (2005).

#### Niue
Niue ist ebenso wie die Cookinseln ein selbstverwaltetes Territorium in freier Assoziierung mit Neuseeland und eine parlamentarisch-demokratische Monarchie im Commonwealth of Nations. Niue ist nach der Drei-Elemente-Lehre unabhängig. Jedoch warten viele Staaten und die Vereinten Nationen mit der offiziellen Anerkennung als unabhängiger souveräner Staat, bis Niue in freier Selbstbestimmung seine Assoziierung mit Neuseeland löst. Dies könnte mittelfristig der Fall sein. Die Bundesrepublik Deutschland und die Republik Österreich haben Niue als unabhängigen Staat völkerrechtlich bis jetzt nicht anerkannt. Bislang haben (Stand 2016) 20 Staaten Niue als unabhängigen Staat anerkannt.

### Nordzypern
Die Türkische Republik Nordzypern (TRNZ) ist ein Territorium im Norden der Mittelmeerinsel Zypern, das von der internationalen Staatengemeinschaft mit Ausnahme der Türkei nicht als Staat anerkannt ist und deshalb als stabilisiertes De-facto-Regime bezeichnet wird. Hauptstadt der TRNZ ist Nord-Nikosia (Lefkoşa). In einer Volksabstimmung im April 2004 (Annan-Plan) hatte sich die Bevölkerung für die Wiedervereinigung mit dem griechisch bevölkerten Süden der Insel ausgesprochen, dies fand im Süden jedoch keine Mehrheit. Damit bleibt die Insel faktisch geteilt und die Republik Zypern hat keine Möglichkeit, im Norden zu regieren. Offiziell trat zwar die gesamte Insel Zypern als Staatsgebiet der Republik Zypern der Europäischen Union bei, jedoch mit der Einschränkung, dass die Republik Zypern weder eigenem Recht noch EU-Recht im Nordteil Geltung verschaffen kann. Mit der TRNZ sollen jedoch Verträge über eine wirtschaftliche Zusammenarbeit mit der EU geschlossen werden.

### Russland und Ukraine
Der Russisch-Ukrainische Krieg begann Ende Februar 2014 in Form eines bewaffneten Konflikts auf der ukrainischen Halbinsel Krim. Im Anschluss an die völkerrechtswidrige Annexion der Krim folgten stetige Schritte weiterer Eskalation durch Russland insbesondere mit dem Aufbau prorussischer bewaffneter Milizen in den ostukrainischen Oblasten Donezk und Luhansk, die dort gemeinsam mit regulären russischen Truppen gegen die ukrainischen Streitkräfte und Freiwilligenmilizen kämpfen (Krieg im Donbas). Die mit internationaler Hilfe zustande gekommenen Minsker Abkommen von September 2014 und Februar 2015 sahen für den Krieg in der Ostukraine einen dauerhaften Waffenstillstand vor; tatsächlich erreicht wurde nur eine Stabilisierung des lokalen Konflikts.
In der Resolution 68/262 der UN-Generalversammlung wurde am 27. März 2014 die territoriale Integrität der Ukraine und die Ungültigkeit des von Russland initiierten Referendums über die Krim festgehalten.
Nach einem relativen Abflauen baute Russland ab Sommer 2021 massiv Truppen an der ukrainischen Grenze auf. Der Anerkennung der „Volksrepubliken“ Donezk und Lugansk folgte ab dem 24. Februar 2022 ein groß angelegter Angriffskrieg durch die russische Armee aus mehreren Richtungen. Infolgedessen besetzte Russland weite Teile der Oblaste Cherson, Donezk, Luhansk und Saporischschja und annektierte sie nach völkerrechtlich nicht legitimen Volksabstimmungen, welche gemeinhin als nichtig angesehen werden. Die Generalversammlung der Vereinten Nationen missbilligte den Angriffskrieg auf das Schärfste (Resolution ES-11/1) und verurteilte die Annexionen (Resolution ES-11/4). Ferner verhängten unter anderem die Europäische Union und die Vereinigten Staaten Sanktionen gegen Russland.

### Somaliland
Aufgrund des Zusammenbruchs Somalias existiert seit 1991 der Staat als unabhängige Republik Somaliland. International wird dessen Souveränität bisher nicht anerkannt. Somaliland – vertreten durch seine Regierung – ist seit 2004 Mitglied der Interessenvertretung UNPO, die jedoch als nichtstaatliche Organisation völkerrechtlich kaum Gewicht hat.

### Transnistrien
Transnistrien (Pridnestrowische Moldauische Republik) ist eine separatistische Region im Osten Moldaus, deren Institutionen unabhängig agieren. Die Machthaber in Tiraspol betrachten Transnistrien als unabhängigen Staat. Der Separatismus in Transnistrien beruht weniger auf einer ethnischen Basis – keine Ethnie hat die Mehrheit in der Region – aber eher auf einer ideologischen Basis (es betrachtet sich als Rest der untergegangenen Sowjetunion). Kein Staat hat bislang deren Unabhängigkeit anerkannt. Auch aufgrund vorgeworfener Menschenrechtsverletzungen ist es fast vollständig außenpolitisch isoliert. Am 6. März 2006 führte der Nachbarstaat Ukraine eine „wirtschaftliche Blockade“ ein.
Transnistrien ist Mitglied der 2001 gegründeten Gemeinschaft nicht-anerkannter Staaten.

### Westsahara
Als Staat wird – insbesondere von vielen afrikanischen Staaten – die Demokratische Arabische Republik Sahara (Westsahara) anerkannt. Marokko sieht das Territorium als Teil seines historischen Staatsgebiets an und hält es besetzt. Deutschland blieb bisher in dieser Frage neutral und unterstützt die Bemühungen der Vereinten Nationen um eine friedliche Lösung des Westsaharakonflikts.

## Nichtstaatliche Völkerrechtssubjekte

### Heiliger Stuhl
Der Heilige Stuhl ist ein allgemein anerkanntes Völkerrechtssubjekt und genießt Beobachterstatus bei den Vereinten Nationen. Er pflegt diplomatische Beziehungen mit 184 Staaten weltweit (Stand: Januar 2024). Der Heilige Stuhl ist nicht zu verwechseln mit der Vatikanstadt, die als Staat anerkannt und ebenfalls Völkerrechtssubjekt ist. Normalerweise überlässt diese ihre diplomatische Vertretung dem Heiligen Stuhl, der in der Vatikanstadt seinen Sitz hat.

### Malteserorden
Der Souveräne Malteserorden mit Sitz in Rom (Italien) ist ein Völkerrechtssubjekt und genießt Beobachterstatus bei den Vereinten Nationen. Hierbei handelt es sich um ein Relikt, da der Orden seit 1798, dem Jahr der Vertreibung von der Inselgruppe Malta durch die Franzosen unter Napoleon Bonaparte, über kein Territorium mehr verfügt. Der Orden pflegt diplomatische Beziehungen mit mehr als 100 Staaten, etwa Deutschland und Österreich.

### Rotes Kreuz
Das Internationale Komitee vom Roten Kreuz mit Hauptsitz in Genf (Schweiz) und Niederlassungen in ca. 80 weiteren Ländern ist wegen seiner globalen und unparteiischen Arbeit ein allgemein anerkanntes Völkerrechtssubjekt. Es ist das einzige explizit im Völkerrecht benannte Kontrollorgan der Genfer Konventionen. Das Komitee ist ein Teil der Internationalen Rotkreuz- und Rothalbmond-Bewegung. Seine ausschließlich humanitäre Mission ist der Schutz von Leben und Würde der Opfer von Kriegen und innerstaatlichen Konflikten.

## Interaktive Weltkarte
Die folgende politische Weltkarte zeigt alle Staaten der Erde (die Grafik ist verweissensitiv, das heißt, die einzelnen Staaten können angeklickt werden):